# Chambao

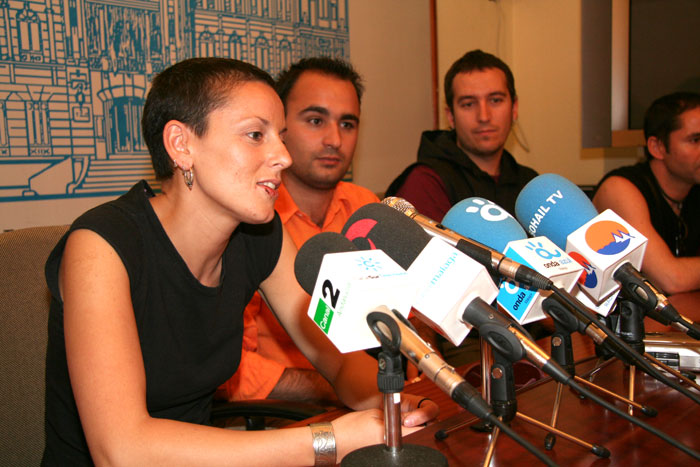
zespół Chambao

Chambao – zespół muzyczny grający flamenco elektroniczne, gatunek znany jako flamenco chill. Powstał w Maladze, Andaluzja w Hiszpanii. W dialekcie andaluzyjskim słowo chambao oznacza zaimprowizowany namiot, budowany na plaży w celu ochrony przed słońcem i wiatrem. Motyw ten często pojawia się w teledyskach tego zespołu.
Chambao powstało, gdy muzyk holenderski Henrik Takkenberg poznał troje mieszkańców Malagi (Marię del Mar znaną jako La Mari, Eduarda i Daniego, który opuścił zespół w 2005) w dzielnicy Malagi Pedragelejo i wspólnie postanowili stworzyć zespół łączący rytmy flamenco z muzyką elektroniczną.
Ich pierwsza płyta Flamenco Chill od razu została hitem sprzedaży. Kolejna płyta Endorfinas en la mente, już bez Henrika, umocniła ich pozycję na muzycznej scenie Hiszpanii i pozwoliła na zdobycie nagrody Nagroda Ondas. Ostatnią płytę la Mari nagrała z innymi muzykami.
La Mari w 2006 roku przeszła chemioterapię, walcząc z rakiem. Uczestniczyła w nagraniu albumu Ricky’ego Martina dla MTV Unplugged, śpiewając w duecie utwór Tu recuerdo.
W 2008 roku z zespół nagrał piosenkę Papeles Mojados z grecką piosenkarką Heleną Paparizou.
29 maja 2009 roku zespół był jednym z gości Smooth Festival – Bydgoszcz 2009.

## Dyskografia
- Flamenco Chill (2002)
- Endorfinas en la Mente (2004)
- Pokito a Poko (2005)
- Con Otro Aire (2007)
- En el Fin del Mundo (2009)
- Chambao (2012)
- Nuevo Ciclo (2016)